# يان كوبيش
يان كوبيش هو جندي مظلات تشيكي قامت الحكومة التشيكوسلوفاكية المنفية في بريطانيا بتجنيده هو وزميله جوزيف جابسيك في عملية أطلق عليها ( شبيه الإنسان) بدعم من قيادة العمليات الخاصة البريطانية لقتل راينهارد هايدريتش قائد الأمن العام للرايخ الثالث في حكومة أدولف هتلر النازي وكان يعرف بهايدرتش الجلاد. وبعد اغتياله انتقم هتلر من تشيكوسلوفاكيا انتقاماً رهيباً.